# 碧空唄
碧空唄（あおいくうた）は、日本の漫画家。

## 経歴
2011年9月、WebコミックEDENにて『メイプルさんの紅茶時間』の連載を開始。 
2012年3月14日、マッグガーデンより『メイプルさんの紅茶時間』第１巻単行本を発売 ISBN 978-4861279669
2012年8月11日、マッグガーデンより『メイプルさんの紅茶時間』第２巻単行本を発売 ISBN 978-4800000347
2014年6月3日、マッグガーデンより「ワーキングドッグ」単行本を発売 ISBN 978-4800003249

## 作品リスト
- メイプルさんの紅茶時間 全2巻 (マッグガーデン)
- ワーキングドッグ 全1巻 (マッグガーデン)

| スタブアイコン | サブスタブ | この項目は、まだ閲覧者の調べものの参照としては役立たない、漫画家・漫画原作者に関連した書きかけの項目です。この項目を加筆・訂正などしてくださる協力者を求めています（P:漫画/PJ:漫画家）。 |